# James Quayle Dealey
James Quayle Dealey (* 13. August 1861 in Manchester; † 22. Januar 1937 in Dallas, Texas) war ein US-amerikanischer Soziologe und Journalist sowie zehnter Präsident der American Sociological Association.
Als Dealey neun Jahre alt war, siedelte seine Familie nach Texas um. Nach dem Besuch der Schule und einer journalistischen Ausbildung studierte Dealey Sprachen an der Brown University und beendete das Studium 1890 mit dem Bachelor-Examen. Danach arbeitete er als Sprachlehrer, studierte aber gleichzeitig weitere Sprachen an der Brown University. Dabei erwachte, unter dem Einfluss von Lester Frank Ward, sein Interesse an den Sozialwissenschaften. 1895 wurde er darin zum Ph.D. promoviert. Im Anschluss lehrte er erst als Assistenzprofessor, dann als Professor Soziologie an der Brown University. 1928 wurde er emeritiert und trat als Redakteur in die Dallas Morning News ein, deren Präsident sein Bruder war. Er starb 1937 während einer Redaktionskonferenz.

## Schriften (Auswahl)
- Spanish Sources of the Mexican Constitution 1824, 1900
- Textbook of Sociology,  1905 (mit Lester F. Ward)
- Development of the State, 1909
- The Family in Its Social Aspects, 1912
- Sociology, Its Development and Applications, 1920.